# Olá (cidade do Panamá)
Olá é um corregimiento no Olá (distrito), na província de Coclé, no Panamá com uma população de 1,419 em 2010. É a sede do distrito da Olá. Sua população a partir de 1990 foi de 1.255; sua população a partir de 2000 era de 1.326.